# St. Marys (Ohio)
St. Marys è un comune degli Stati Uniti d'America, situato nello stato dell'Ohio, nella contea di Auglaize.